# Il violinista verde
Il violinista verde è un dipinto a olio su tela (198×108,6 cm) realizzato nel 1923 dal pittore Marc Chagall. È conservato al Solomon R. Guggenheim Museum di New York.

## Descrizione
Da poco tornato a Parigi con la moglie Bella, Chagall riprende un tema privilegiato della sua produzione russa, quello del violinista che ha già affrontato, in modo quasi identico, nella tela ora conservata alla Galleria Tret'jakov (Musica, 1920). Qui, come nel dipinto eseguito in Russia, il protagonista domina il centro della composizione, nell'atto di suonare il violino. Il volto è verde e così pure la mano destra che regge l'archetto. Il cappotto, al pari del cappello, è violetto. Altre figurine (una in posa assai realistica coi calzoni calati) attorniano il musicista, che con le gambe larghe e leggermente piegate pare accennare a un passo di danza. Sullo sfondo, la consueta sfilata di case rustiche con la palizzata di legno. Secondo la tradizione della filosofia «Chabad Chassidim» della sua infanzia, la comunione con Dio poteva essere raggiunta attraverso la musica e la danza. Anche per questo il violinista era una presenza costante nelle cerimonie e nelle feste della terra natale, e fu una presenza costante, anche se in modi diversi, nei suoi dipinti evocativi di tradizioni religiose e civili delle sue origini, sempre rimpiante.